# 824 Анастасія
824 Анастасія (1916 ZH, 1948 BB, 1950 RR1, A913 TB, 824 Anastasia) — астероїд головного поясу, відкритий 25 березня 1916 року.
Тіссеранів параметр щодо Юпітера — 3,300.